# Большой Пинюг
Большой Пинюг — река в России, протекает в Подосиновском районе Кировской области. Устье реки находится в 9 км по левому берегу реки Мала. Длина реки составляет 28 км.
Исток реки находится на возвышенности Северные Увалы в 5 км к востоку от посёлка Пинюг. Генеральное направление течения запад, в нижнем течении — юго-запад. Русло сильно извилистое. В среднем течении протекает в 2 км к северу от посёлка Пинюг, непосредственно на реке населённых пунктов нет. Притоки — Плесовская (правый); Боровичка, Дресвяница (левые). Впадает в Малу в 8 км к западу от посёлка Пинюг.

## Данные водного реестра
По данным государственного водного реестра России и геоинформационной системы водохозяйственного районирования территории РФ, подготовленной Федеральным агентством водных ресурсов:
- Бассейновый округ — Двинско-Печорский
- Речной бассейн — Северная Двина
- Речной подбассейн — Малая Северная Двина
- Водохозяйственный участок — Юг
- Код водного объекта — 03020100212103000011436